# Mjöldagg
Mjöldagg är en svampsjukdom på blad, stjälkar och frukter som med sitt mycel bildar ett spindelvävslikt ludd som kallas mjöldagg och som orsakas av svampar inom ordningen Erysiphales, oftast inom släktet Sphaerotheca. 
Mjöldaggssvamparna tillhör sporsäckssvamparna och är släkt med andra välkända sporsäckssvampar som borstmögel (Aspergillus) och penselmögel (Penicillium). På nära håll kan man se att utseendet liknar ett sådant mögel, med löst liggande hyfer och runda tjockväggiga fruktkroppar (perithecium) med ascosporer i. Till skillnad från sådana mögel är mjöldaggssvampen en parasit och hyferna drar näring ur växtens ytliga delar. 
Mjöldagg är en vida spridd växtsjukdom. Även svampar av andra släkten kan orsaka mjöldagg. En vanlig art i Sverige är Sphaerotheca mors-uvae som är vanlig på krusbär, Ribes uva-crispa.
Vinmjöldagg, Erysiphe necator, som angriper växter i familjen Vitis, är kanske den variant av mjöldagg som har störst ekonomiska konsekvenser.